# Favoriten
Favoriten ([fafoˈʀiːtən]ⓘ) is het 10e district van Wenen. Met 167 000 inwoners is het het meest bevolkte district van de hoofdstad. Favoriten is sinds 1874 een deel van Wenen.

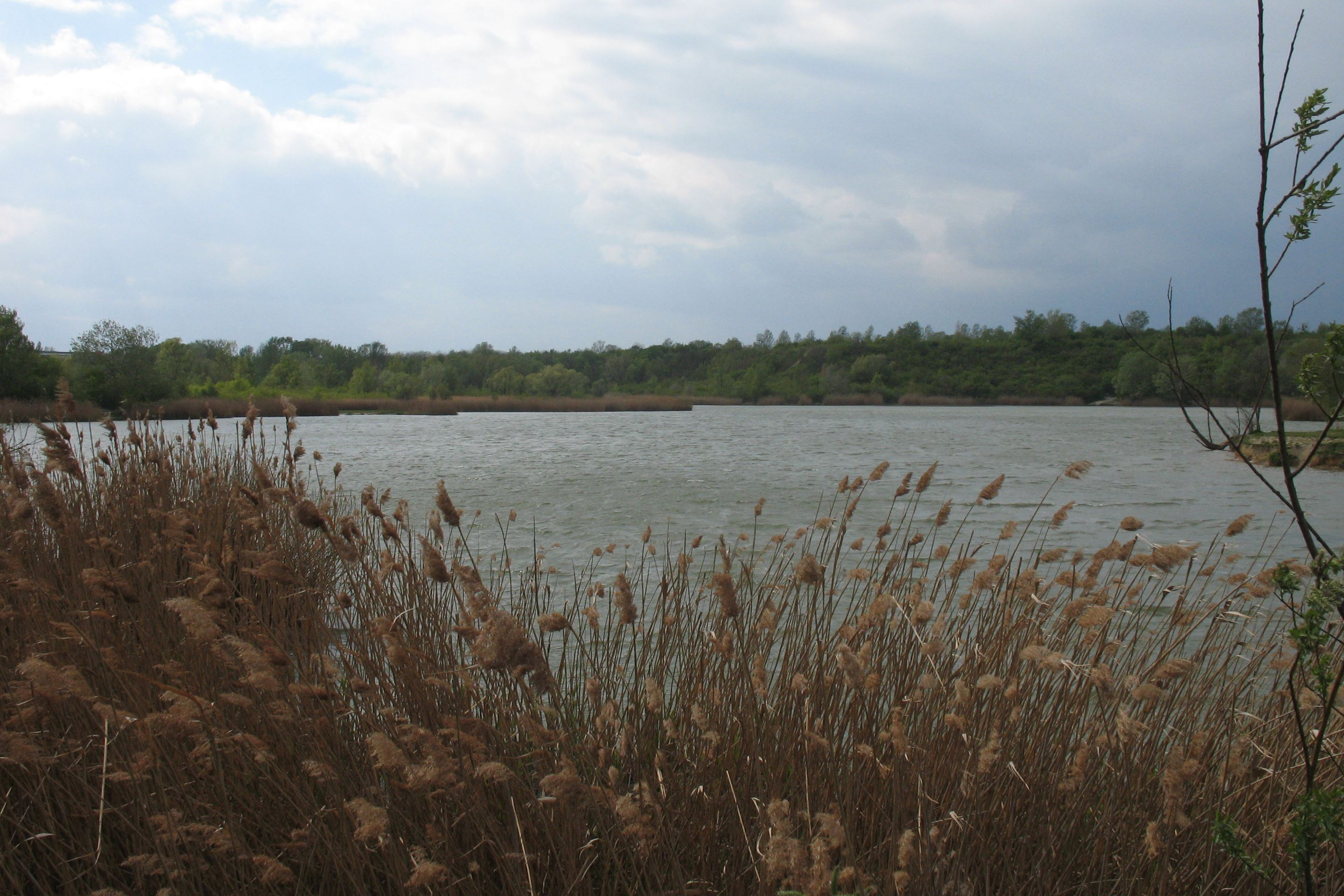
Vijver in Wienerberg